# Abierto Mexicano Los Cabos Open 2017
L'Abierto Mexicano Los Cabos Open 2017, anche conosciuto come Abierto Mexicano de Tenis Mifel presentado por Cinemex per motivi di sponsorizzazione, è stato un torneo di tennis giocato sul Cemento. È stata la seconda edizione del torneo che fa parte della categoria ATP Tour 250 nell'ambito dell'ATP World Tour 2017. Il torneo si è giocato alla Delmar International School di Cabo del Mar, in Messico, dal 31 luglio al 6 agosto 2017.

## Partecipanti

### Teste di serie
| Nazionalità | Giocatore            | Ranking* | Testa di serie |
| ----------- | -------------------- | -------- | -------------- |
| Rep. Ceca   | Tomáš Berdych        | 14       | 1              |
| Stati Uniti | Sam Querrey          | 23       | 2              |
| Spagna      | Albert Ramos Viñolas | 24       | 3              |
| Spagna      | Feliciano López      | 27       | 4              |
| Croazia     | Ivo Karlović         | 29       | 5              |
| Spagna      | Fernando Verdasco    | 37       | 6              |
| Francia     | Adrian Mannarino     | 41       | 7              |
| Stati Uniti | Frances Tiafoe       | 60       | 8              |

* Ranking al 24 luglio 2017.

### Altri partecipanti
I seguenti giocatori hanno ricevuto una wild card per il tabellone principale:
- Tomáš Berdych
- Thanasi Kokkinakis
- Manuel Sánchez Montemayor

I seguenti giocatori sono entrati nel tabellone principale passando dalle qualificazioni:

- Matthew Ebden
- Quentin Halys
- Evan King
- Akira Santillan

Il seguente giocatore è entrato nel tabellone principale come lucky loser:
- Brydan Klein

## Campioni

### Singolare
Sam Querrey ha sconfitto in finale  Thanasi Kokkinakis con il punteggio di 6-3, 3-6, 6-2.
- È il decimo titolo in carriera per Querrey, secondo della stagione.

### Doppio
Juan Sebastián Cabal /  Treat Huey hanno sconfitto in finale  Sergio Galdós /  Roberto Maytín con il punteggio di 6-2, 6-3.